# Bencecu de Sus, Timiș
Bencecu de Sus (germană Bentschek, Deutschbentschek, maghiară Bencsek, Németbencsek, Felsöbencsek) este un sat în comuna Pișchia din județul Timiș, Banat, România.

## Localizare
La numai 25 Km de Timișoara pe șoseaua spre Lipova și inainte de a ajunge in comuna Pișchia se face un drum lăturalnic spre dreapta pe care după ce este străbătut pe o distanță de 7 km se ajunge în Bencecu de Sus.
Este o așezare veche care la ora actuală este dominată de o Populație din zona jud.Alba si Hunedoara. Băștinașii de origine germană sunt apropae în totalitate plecați.
Drumul de acces este asfaltat pe toata distanta ce leaga Bencecul de sus de comuna apartinatoare, Pischia.

## Istorie

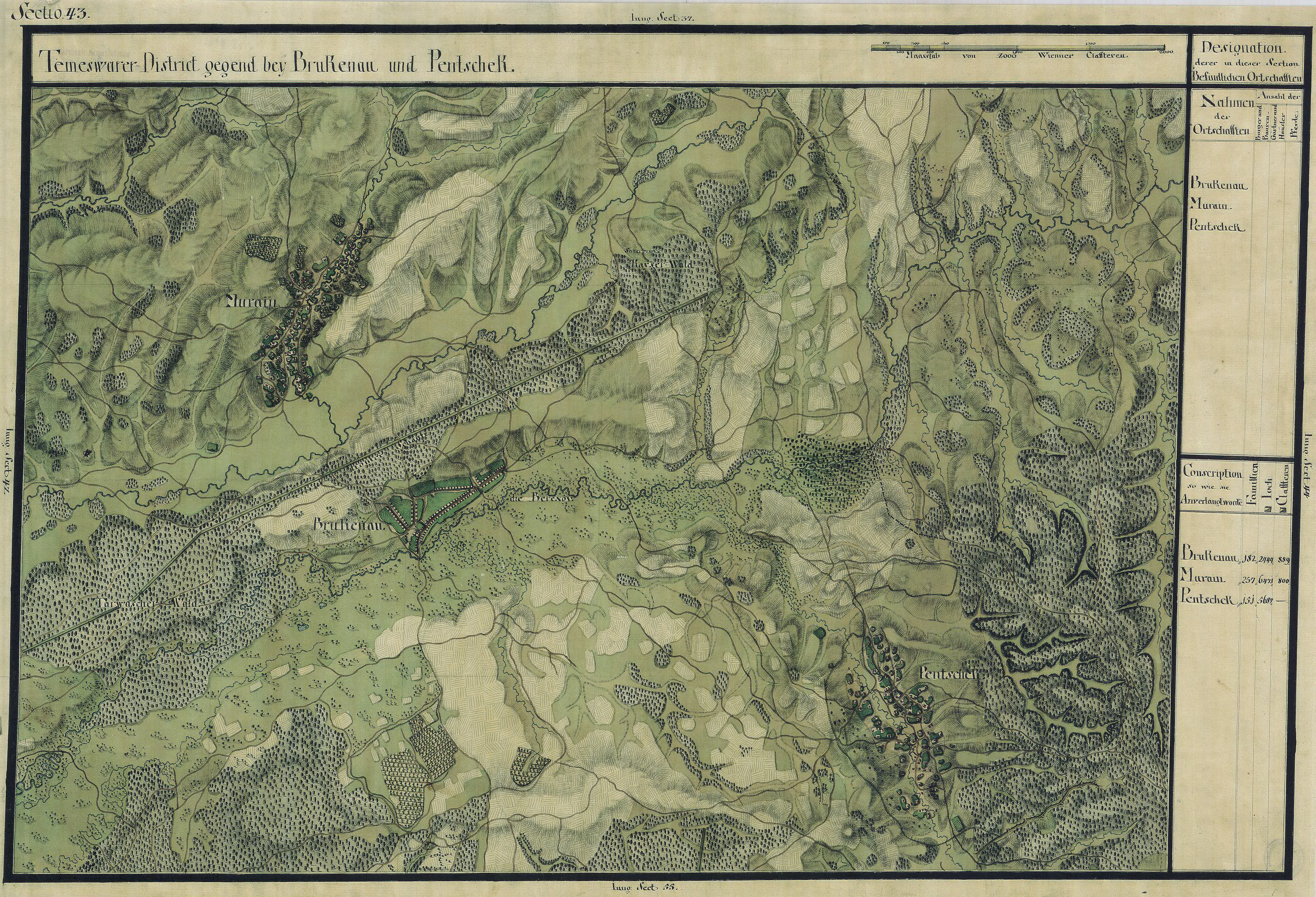
Bencecu de Sus în Harta Iosefină a Banatului, 1769-72

Istoricul localității este direct legat de cel al satului învecinat Bencecu de Jos. La 1794 au sosit în această localitate coloniștii germani aduși de administrația austriacă. Ei s-au așezat la 1 km distanță de satul original unde au format o nouă vatră și i-au dat un nume derivat. Noua localitate a fost numită Bencecu de Sus sau Bencecu German.

## Persoane notabile
- Zita Johann